# Revue de l'entrepreneuriat
La Revue de l'entrepreneuriat est une revue scientifique francophone qui publie des articles dans les domaines de l'entrepreneuriat.

## Présentation
Fondée en 2001, la revue de l'entrepreneuriat est classée par le Haut Comité de l'évaluation de la recherche et de l'enseignement supérieur, par le classement des associations scientifiques de la Fondation nationale pour l'enseignement de la gestion des entreprises, et par le Comité national de la recherche scientifique (CNRS) dans les publications recensées par la section 37 « économie et gestion ». C'est la revue officielle de l'Académie de l'entrepreneuriat et de l'innovation.
Uniquement francophone à l'origine, la Revue de l'entrepreneuriat accueille depuis 2009 des articles scientifiques écrits en anglais.
La Revue de l'entrepreneuriat publie tous les travaux relatifs à l'entrepreneuriat, que ce soit en provenance des sciences de gestion, de l'économie, de la sociologie, et plus largement des sciences humaines. Elle est ouverte aux méthodologies quantitatives comme qualitatives.  

## Directeurs de publication[7]
- 2001-2009 : Thierry Verstraete
- 2009-2011 : Michel Bernasconi
- 2011-2013 : Didier Chabaud
- 2014-2016 : Jean-Pierre Boissin
- Depuis 2016: Catherine Léger-Jarniou

Depuis 2009, le président de l'AEI est directeur de publication de la Revue de l'entrepreneuriat.

## Rédacteurs en chef
- 2001-2006 : Bertrand Saporta et Robert Paturel
- 2006-2009 : Robert Paturel et Alain Fayolle
- 2009-2013 : Jean-Pierre Boissin, Alain Fayolle et Karim Messghem
- 2013-2020 : Didier Chabaud et Sylvie Sammut
- Depuis 2020: Bérangère Deschamps et Céline Barredy